# Valla gård, Stockholm

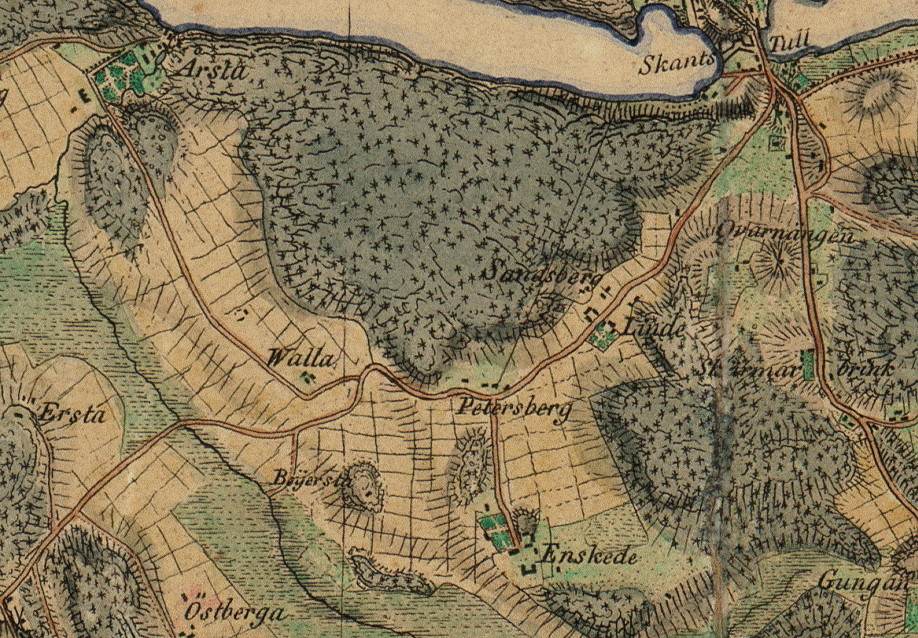
"Walla" på en karta från 1817.

Valla var en gård belägen i närheten av dagens Valla torg i nuvarande stadsdelen Årsta i södra Stockholm. Valla by omtals första gången år 1330. Den sista gårdsbebyggelsen revs 1960 när Valla gärde bebyggdes med bostadshus. Enligt nya arkeologiska undersökningar från år 2012 skall Valla inte sökas inom kvarteret Idlången vid Sandfjärdsgatan som anges i fornminnesregistret (RAÄ-nummer Brännkyrka 207:1) utan i västra grannkvarteret Sävlången. Här finns idag[när?] ett grönområde som möjligen kan dölja bebyggelselämningar efter Valla.

## Historik

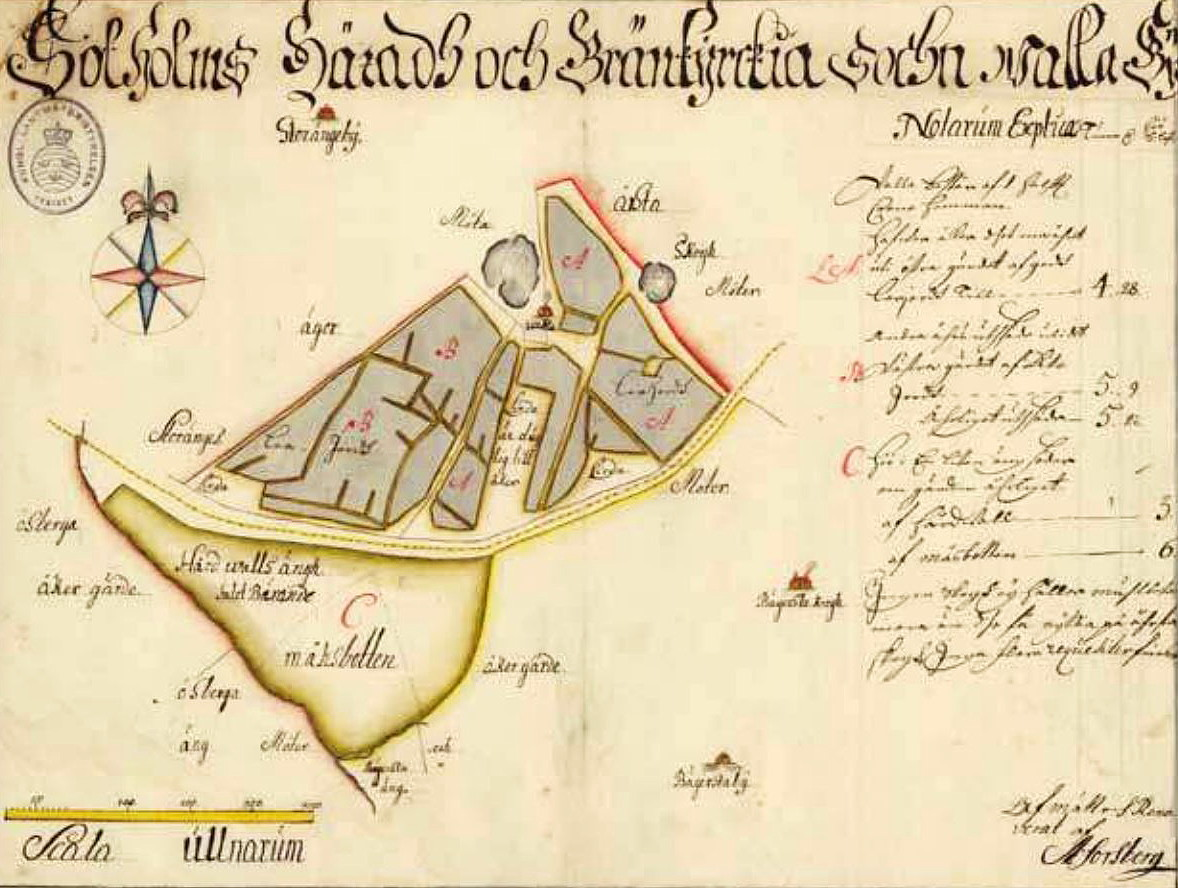
Vallas ägor på en karta från 1693.

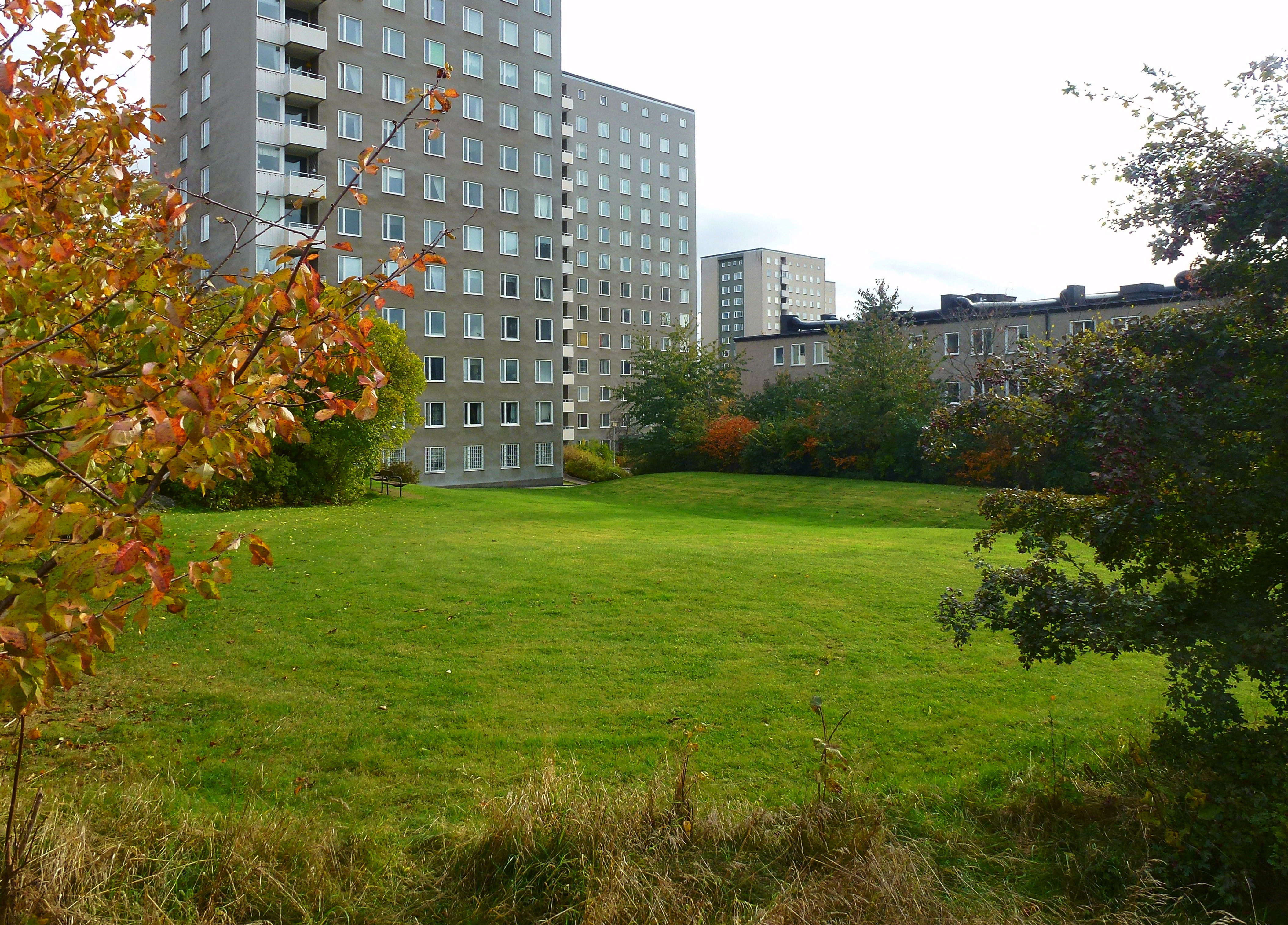
Platsen för Valla bytomt, oktober 2015. I bakgrunden syns bebyggelsen i kvarteret Idlången från 1960-talet.

Valla eller Walla innehåller det fornsvenska ordet ”valder” som betyder vall, fält, gräsbevuxen mark. Valla var en av flera gårdar som fanns runt det stora bördiga gärdet, som idag kallas Årstafältet och som en gång i tiden var en vik av Östersjön. Närmaste grannar var Ersta, Östberga gård och Enskede gård samt längst i nordväst Årsta gård. Idag existerar bara mindre delar av Årstas och Enskedes gårdsbebyggelse.
Valla by låg under Klara kloster och omtalas redan år 1330 då klostret bytte en del av Vallas marker mot jord i Stora Ängby, Bromma socken. Intill Valla by låg ett gravfält från yngre järnåldern som tyder på en mycket gammal boplats. Under 1300-talets senare del tillhörde Valla Bo Jonsson Grips stora jordegendomar i Stockholmstrakten. År 1420 tillföll en gård i Valla Gråbrödraklostret i Stockholm  genom en donation. År 1535 ägdes Valla av stockholmsborgaren Lasse Månsson. Under detta århundrade var Valla en egenständig gård liksom granngården Ersta. År 1604 talas om en Mårten Mårtensson i Walle i Brännekyrkie sochn.
En uppgift från 1500-talet tyder på att Valla varit ett torp under Bägersta gård. Vid 1600-talets mitt hamnade Valla under Årsta gård. På en karta från 1693 syns Vallas ägor. Bostadshusets läge är inritat med en husschablon och den gråmarkerade åkermarken ligger intill. Åkermarken (A och B) avgränsas inbördes med hägnader. Söder om åkermarken sträcker sig - i en stor kurva - landsvägen från Stockholm (Göta landsväg). Och söder därom finns ytterligare en jordplätt (C) med benämning ”måhsbotten” vilket antyder att denna del av ängen var sank. Mot sydväst begränsas egendomen av Valla å och en bro över ån är markerad.
Valla stannade som utgård under Årsta fram till år 1913 då både Årsta och Valla kom i Stockholms stads ägo i samband med köpet av Brännkyrka socken. Vallas bebyggelse, bland annat huvudbyggnaden "Nedre Valla" och en mindre statarbostad revs 1960 när Valla gärde bebyggdes med bostadshus. Göta landsvägs kurva runt Vallas ägor kan fortfarande anas på Årstafältet och räknas idag till en av de bäst bevarade delarna av den gamla färdvägen. På Årstafältets norra del och Vallas gamla marker planeras en ny stadsdel med 4 000 bostäder för 10 000 invånare som skall stå helt klart omkring år 2035.

## Vallaskatten
Vid Valla påträffades två skatter, den ena 1910 och den andra 1919.  Det kan röra sig om en så kallad tvillingskatt, där en större samling mynt delats och gömts på två närliggande platser. Den första skatten upptäcktes av järnvägsarbetaren Carl Larsson i samband med  arbetet för den nya järnvägen mellan Nyboda och Enskede (Nyboda–Enskede Järnväg). Skatten bestod av 915 silvermynt och vägde 1 772 kg. Den andra skatten påträffades av stentryckaren Nils W Rundblom. Den innehöll 2 972 mynt och vägde 6 835 kg. Med hjälp av myntens präglingar (den yngsta under Karl IX:s tid) har skatten sannolikt gömts strax efter 1611. Skatterna låg inlindade i tyg och näver och var nedgrävda i en bergsskreva i skogen inom Vallas område.

## Historiska bilder

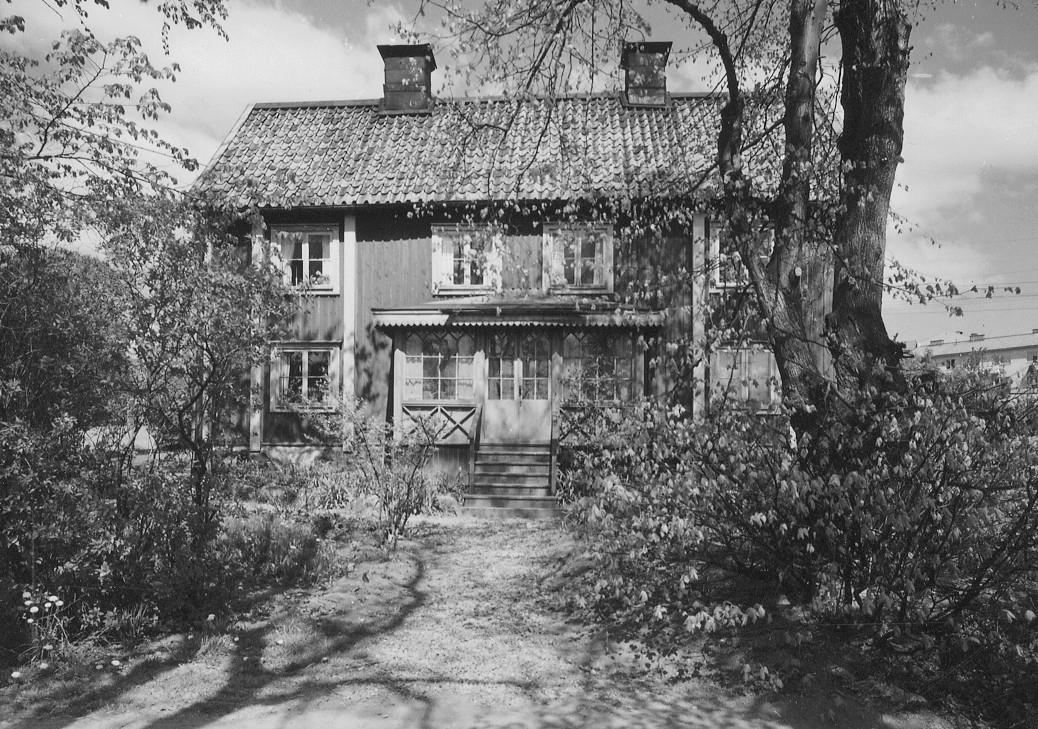
Nedre Valla 1957
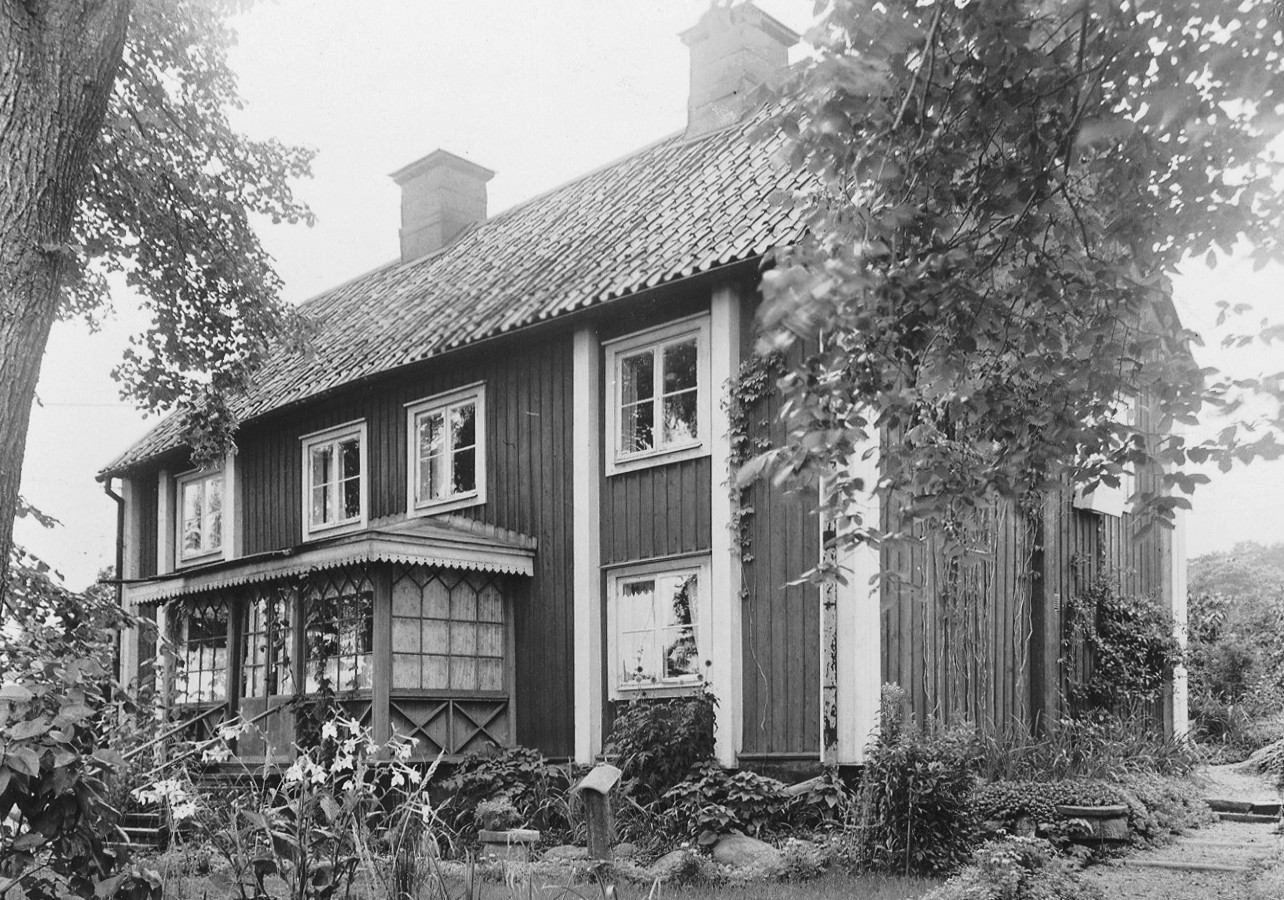
Nedre Valla 1949
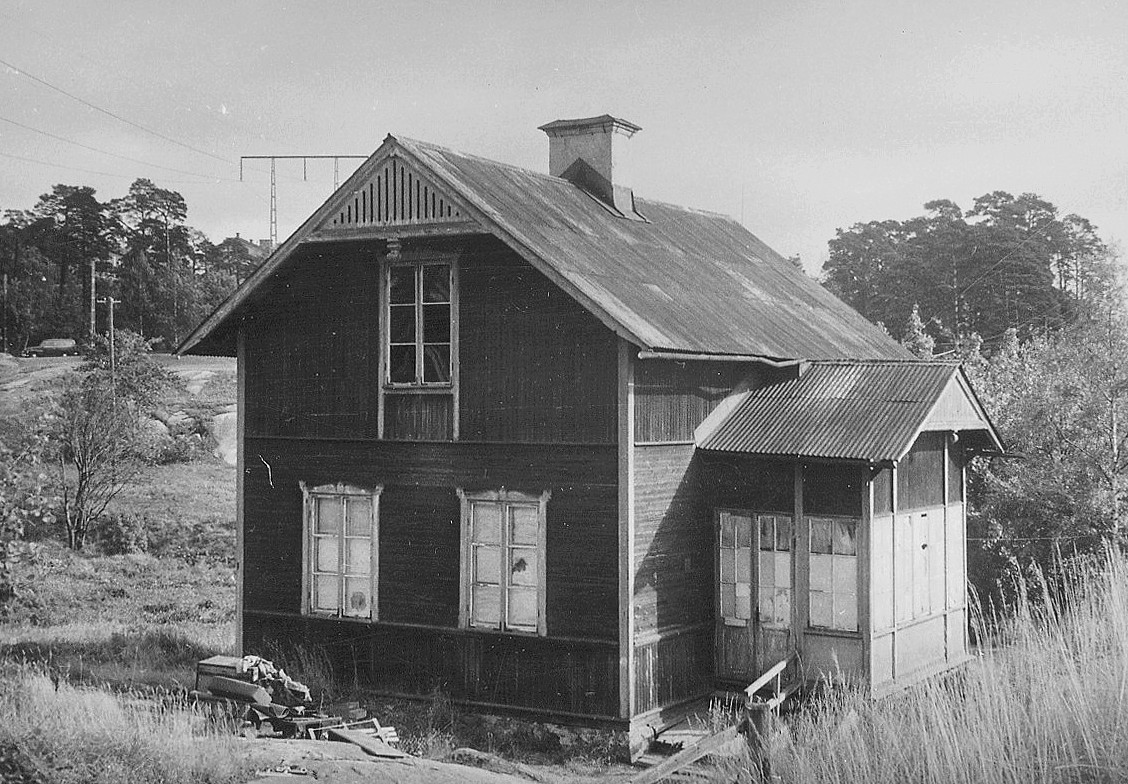
Valla statarstuga 1957
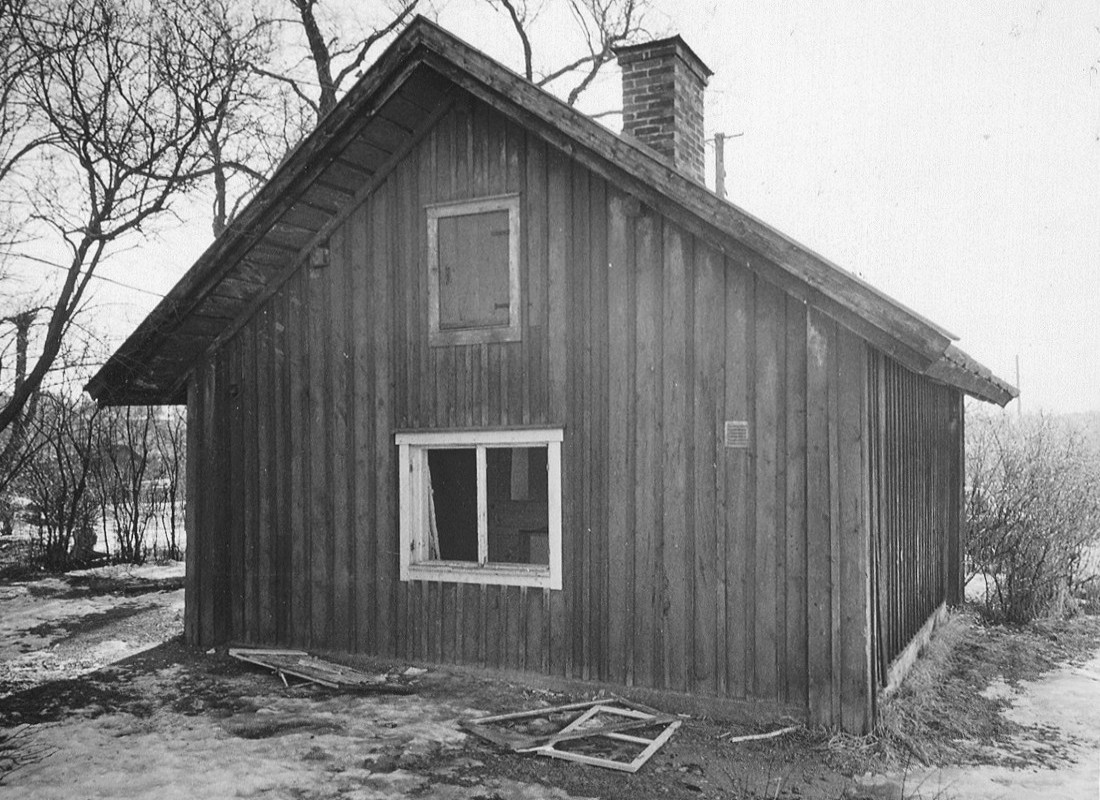
Valla Lilla stugan 1957
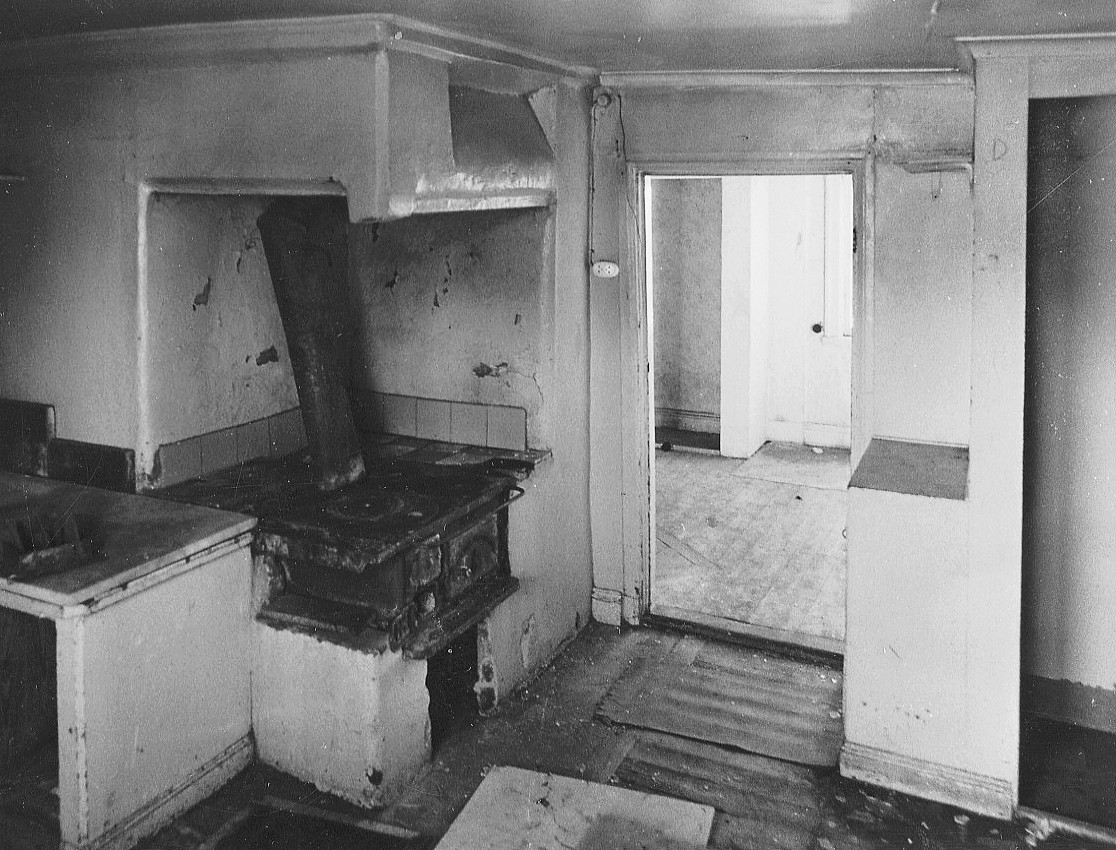
Lilla stugans kök 1957

## Närbelägna gårdar
- Bägersta gård
- Ersta gård
- Östberga gård